# Libanesische Botschaft in Berlin

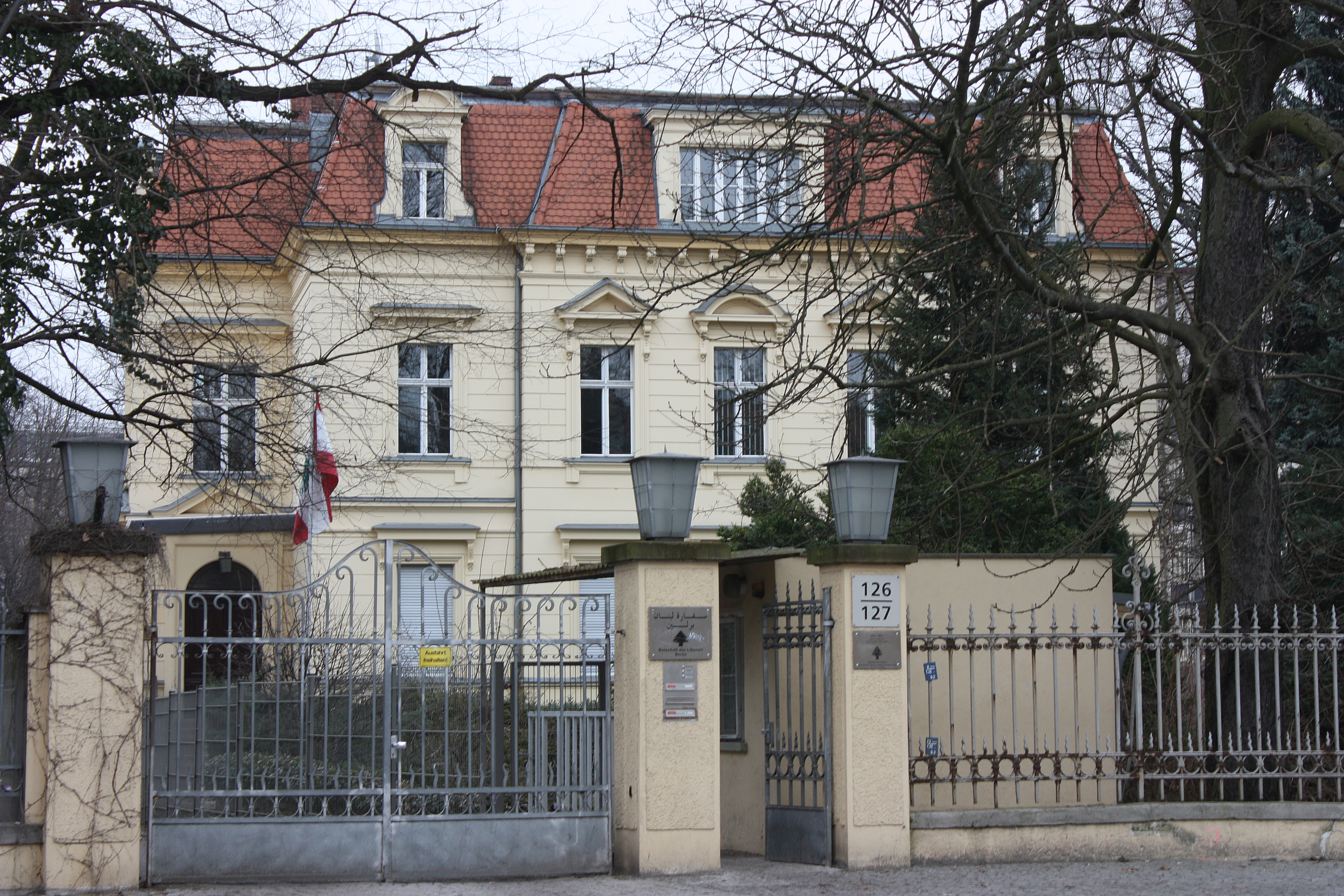
Villa Garbáty

Die libanesische Botschaft in Berlin ist die diplomatische Vertretung Libanons in Deutschland. Sitz der Botschaft ist die denkmalgeschützte Villa Garbáty in der Berliner Straße 127 im Ortsteil Pankow des gleichnamigen Bezirks.
Botschafter ist seit dem 18. Juli 2013 Mustapha Adib.
In Frankfurt am Main und München bestehen libanesische Honorarkonsulate.

## Geschichte
Bereits in den 1920er Jahren gab es diplomatische Beziehungen zwischen dem Deutschen Reich und den beiden asiatischen Ländern Syrien und Libanon. Nach Beirut wurde ein deutscher Konsul entsandt (Heribert Schwörbel). Dagegen lässt sich bisher nicht nachweisen, ob die beiden Länder auch eine Gesandtschaft oder ein Konsulat in Berlin unterhielten.
Am 20. Mai 1953 nahmen Libanon und die Bundesrepublik Deutschland diplomatische Beziehungen auf. Die libanesische Botschaft befand sich in Bonn-Bad Godesberg, Rheinallee 27.
Libanon und die DDR nahmen am 24. Dezember 1972 diplomatische Beziehungen auf. Sie bestanden bis zur deutschen Wiedervereinigung im Jahr 1990. Die libanesische Botschaft in Ost-Berlin befand sich im Stadtbezirk Mitte in der Clara-Zetkin-Straße 89 (seit 1995 zurückbenannt in Dorotheenstraße).
Bis zum Erwerb des neuen Botschaftsgebäudes in Berlin nahm ab 1990 die frühere Vertretung in Bonn die entsprechenden diplomatischen Aufgaben wahr. Seit 2003 befindet sich der Botschaftssitz in Berlin.

## Gebäude
Die zweigeschossige Villa mit ausgebautem Mansarddach in der Berliner Straße 127 in Berlin-Pankow steht unter Denkmalschutz. Sie wurde bis 1890 für den Bankier Adolph Salomonsohn errichtet. 1901 erwarb der Zigarettenfabrikant Josef Garbáty das Gebäude. Die Familie lebte dort bis zu dessen Tod im Jahr 1939.
Nach dem Zweiten Weltkrieg war die Villa Sitz der bulgarischen Botschaft in der DDR.
Nach der politischen Wende in der DDR gelangte die Immobilie in den Besitz der Stadt Berlin, stand jedoch mehrere Jahre leer. Im Jahr 1998 erwarb der Unternehmer Wolfgang Seifert das Gelände samt Villa. Von 1999 bis 2003 war die Villa an die Partei Die Republikaner vermietet.

## Botschafter
Bisher waren folgende Diplomaten als Missionschefs für die Republik Libanon tätig:
| Amtszeit                           | Name              |
| ---------------------------------- | ----------------- |
| 13. September 1955–1959            | Georges Hakim     |
| 9. Oktober 1959–1. Oktober 1962    | Elias Rababi      |
| 2. Juli 1963–20. März 1965         | Naim Amyouni      |
| 16. Juni 1972–1. September 1978    | Kesrouan Labaki   |
| 8. Oktober 1978–30. Juni 1983      | Khalil El Khalil  |
| 14. Juli 1983–25. Juli 1985        | Mahmoud Hammoud   |
| 3. September 1985–9. Oktober 1993  | Souheil Chamas    |
| 11. Mai 1994–26. März 1999         | Salim Tabet       |
| 1. Juni 1999–31. Oktober 2000      | Melhem Mistou     |
| 21. November 2000–7. März 2002     | Mohamad Issa      |
| 1. November 2003–31. Dezember 2006 | Hicham Dimachkieh |
| 18. Juli 2007–11. Juni 2013        | Ramez Dimechkie   |
| seit 18. Juli 2013                 | Mustapha Adib     |